# Margarita Veo
Margarita Veo (?-València, 30 de març de 1759) va ser una impressora valenciana. Va ser Impressora de la ciutat de València entre 1744 i 1759.
Margarita es va casar amb l'impressor valencià Antonio Bordazar de Artazu. Antonio va faltar el 2 de novembre de 1744, i va ser en aquell moment quan Margarita es va fer càrrec de la imprenta, que es trobava a la plaça del Palau Arquebisbal. El 5 de novembre de 1744, tan sols tres dies després de la mort del seu marit, a través del seu gendre Tomás Santos, va sol·licitar mantenir el càrrec d'Impressor de València que ja tenia Antonio, i li va ser concedit el 7 de novembre.
Durant els dos primers anys, també apareixia en les obres el nom de José de Orga, encarregat del taller. Ja a partir de 1746 apareix únicament el nom de Margarita, com Viuda de Bordazar, i de vegades Impresora de la Ciudad, o Impresora de la Real Audiencia. L'eixida de José de Orga del taller podria haver sigut a causa d'una disputa amb Tomás Santos. En la impremta també va estar com a aprenent Benito Monfort, que es va establir de forma independent en 1757.
Després de la mort de Margarita Veo, Antonia Gómez, viuda de José de Orga i que també s'havia format a la impremta de Margarita Veo, va demanar ser nomenada Impressora de la ciutat.